# Vall d'Ihlara
La Vall d'Ihlara és un congost, a 40 quilòmetres d'Aksaray, al districte de Güzelyurt, a Turquia.

## La vall
El canyó fou format per les falles els ensorraments produïts a causa del refredament de la lava que lliscava pel Mont Hasan (en turc, Hasan Daği) i que contenia una gran proporció de basalt i andesita. El rierol Melendiz, que assegurà la formació actual del canyó, traçant el seu camí entre les falles, en temps antics era anomenat Potamus Kapadukus, és a dir riu de Capadòcia.
La vall d'uns 15 km. De llarg, comença a Ihlara, i acaba a Selime. L'altura de la vall varia entre 100 i 150 m. Al llarg de la vall es poden albirar, excavades en les roques, nombroses tombes i capelles. Algunes d'aquestes estan unides per grutes com les de les ciutats subterrànies.
La vall d'Ihlara fou, per les seves propietats morfològiques, el millor retir i lloc de celebració del culte per les abadies i monjos, i en temps extraordinaris de guerra i invasions, un lloc on amagar-se i protegir-se millor.

## Les esglésies en la vall d'Ihlara
La decoració de les esglésies de la vall d'Ihlara es realitzà des de les primeres que daten del segle vi, fins a les més tardanes que ja pertanyen al segle xiii. Es distingeixen dos tipus d'esglésies que s'ubiquen al llarg de la vall. Els frescs de les que són més properes a Ihlara, reflecteixen la influència oriental, estrangera a l'art de Capadòcia. Mentre, que, les properes a Belisirma, estan decorades per frescs d'estil romà d'Orient.
El nombre de les inscripcions descobertes en la regió d'Ihlara pertany a l'apoca romana d'Orient també és elevat. En l'església de Saint George (Kirkdamalti), a 500 m. Del municipi de Belisirma, s'hi troba una inscripció, gravada sobre els frescs del segle xiii, que porta els noms de Mesud II (1282-1305) sultà seljúcida i d'Andrònic II, emperador romà d'Orient. És una inscripció dels seljúcides que dominaven la regió per aquella època.

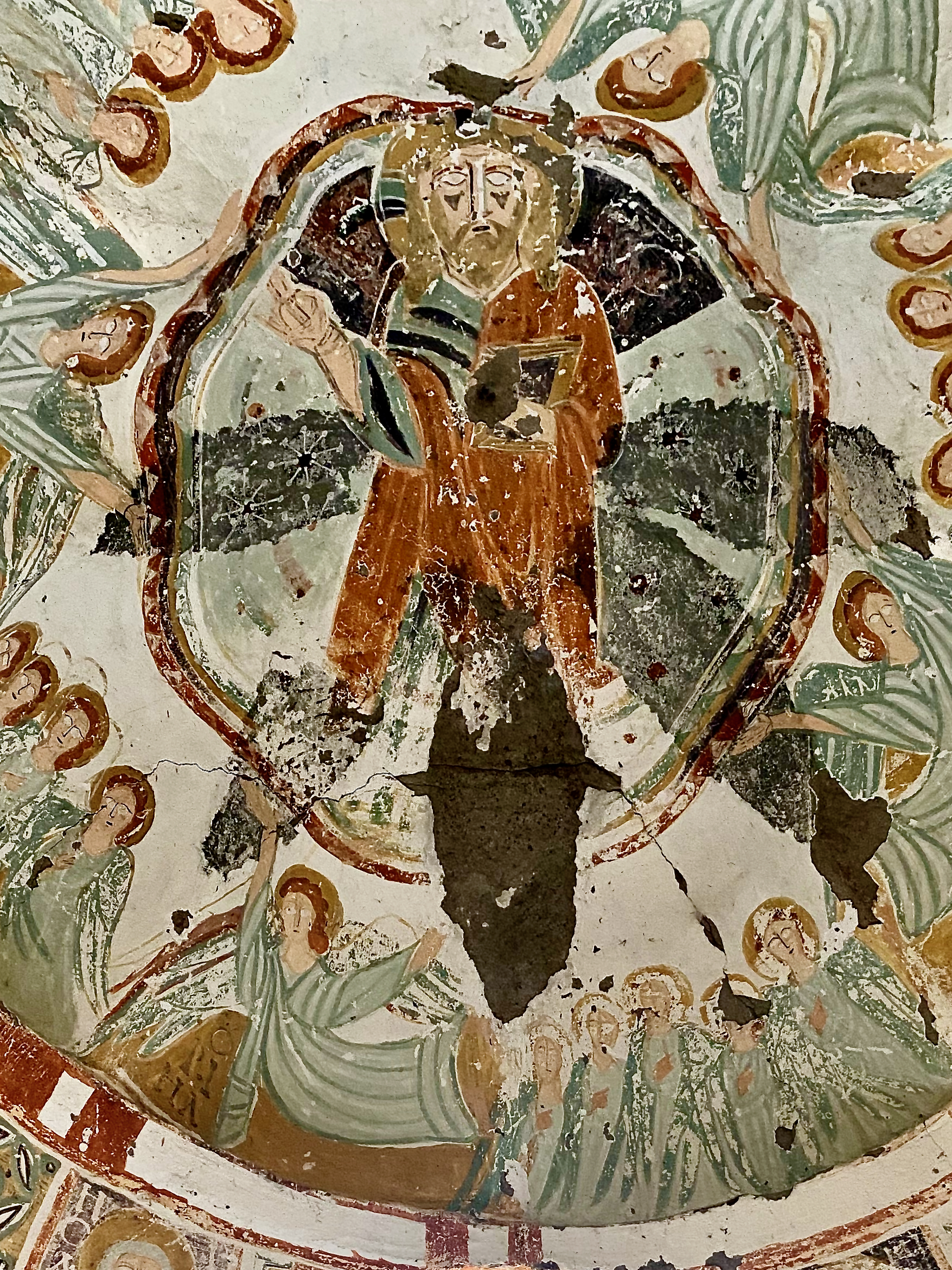
Fresc de Sant Daniel

Les esglésies de la vall d'Ihlara en les que els frescs estan millor conservats són les següents: les esglésies de Ağaçalti, de Pürenliseki, de Kokar, de Yilanli i de Kirkdamalti.

### L'església d'Ağaçaltı Kilisesi
És una església construïda sobre un pla en forma de creu, amb volta de mig canó i tres absis. També se l'anomena església de sant Daniel per la figura de Sant Daniel situada sobre el mur, just de la façana d'entrada. Els frescs estan pintats en vermell, gris i groc, sobre un fons blanc, i la volta esta decorada amb rics motius. L'església és anterior a l'època iconoclasta.
Les escenes representades són les següents: L'Anunciació, la Visitació, la Nativitat, l'Adoració dels Tres Reis Mags, la Fugida a Egipte, el Baptisme, la Mort de la Verge Maria, Daniel entre els lleons; en la cúpula: l'Ascensió de Jesucrist i figures de sants.

### L'Església de Pürenliseki
Aquesta església està dividida en quatre seccions. El corredor d'entrada el cobreix una volta de mig canó seguida per dues naus amb els seus absis. L'arc d'unió de les naus es recolza en dues columnes. Les escenes estan dividides en panells per motius de soga i grosses bandes. Presenta gran semblança amb les esglésies de Kokar i Yilanli tant en els adornaments geomètrics com en les escenes representades. La seva construcció data de principis del segle x.
Les escenes representades són les següents: figures de Profetes, el Deesis, l'Anunciació, la Visitació, la Justificació de la Virginitat, el Viatge a Betlem, el Naixement, els Tres Reis Mags, la Fugida a Egipte, el Baptisme, l'Entrada a Jerusalem, l'Últim Sopar, Jesucrist en la Creu, les Dones davant la Tomba Buida, la Baixada de Jesucrist als Inferns, l'Ascensió, el Judici Final, Daniel amb els lleons i figures de sants.

## L'Església de Kokar

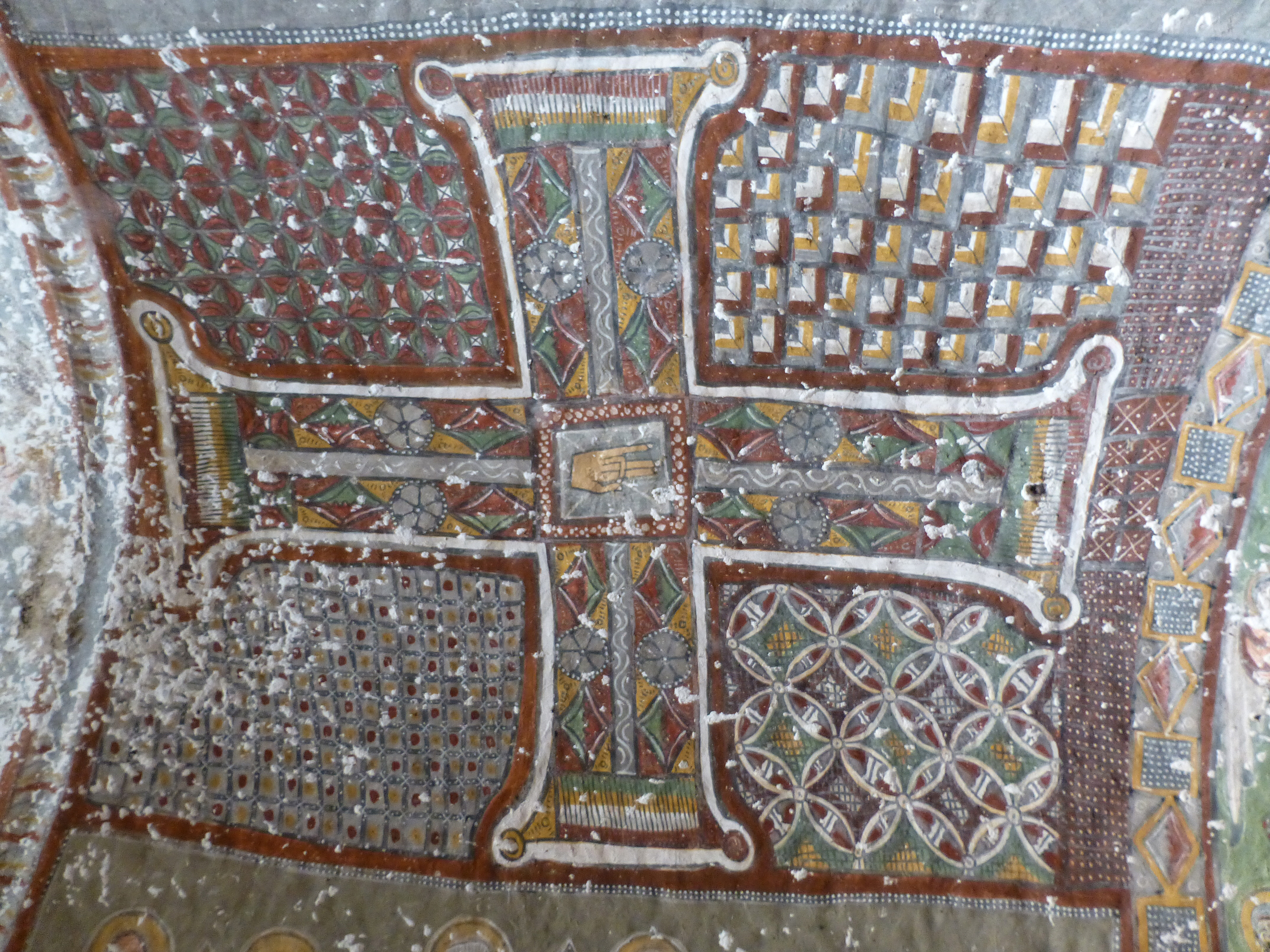
La mà al bell mig de la Creu

S'accedeix a l'església, de nau única i volta de mig canó, per l'absis, avui ensorrat. Per raons de necessitat se li afegí, excavant vers l'interior de la roca, una sala funerària.
El color gris és el que domina en el fons de la decoració. La volta es troba ben conservada i està decorada amb una gran creu. El motiu d'una mà, enquadrada al bell mig de la creu, simbolitza la veneració trinitària. L'església data de finals del segle ix.
Les escenes representades són les següents: El Deisis, l'Anunciació, la Visitació, la Justificació de la Virginitat, la Nativitat, l'Adoració dels tres Reis Mags, el Baptisme, els tres Joves Hebreus en la Fleca, la Fugida a Egipte, l'Últim Sopar, el traïment de Judes, Jesucrist en la Creu, les Dones davant la Tomba buida, l'Ascensió, el Sant Enterrament, Pentecosta i figures de sants.

### L'Església de Yilanli

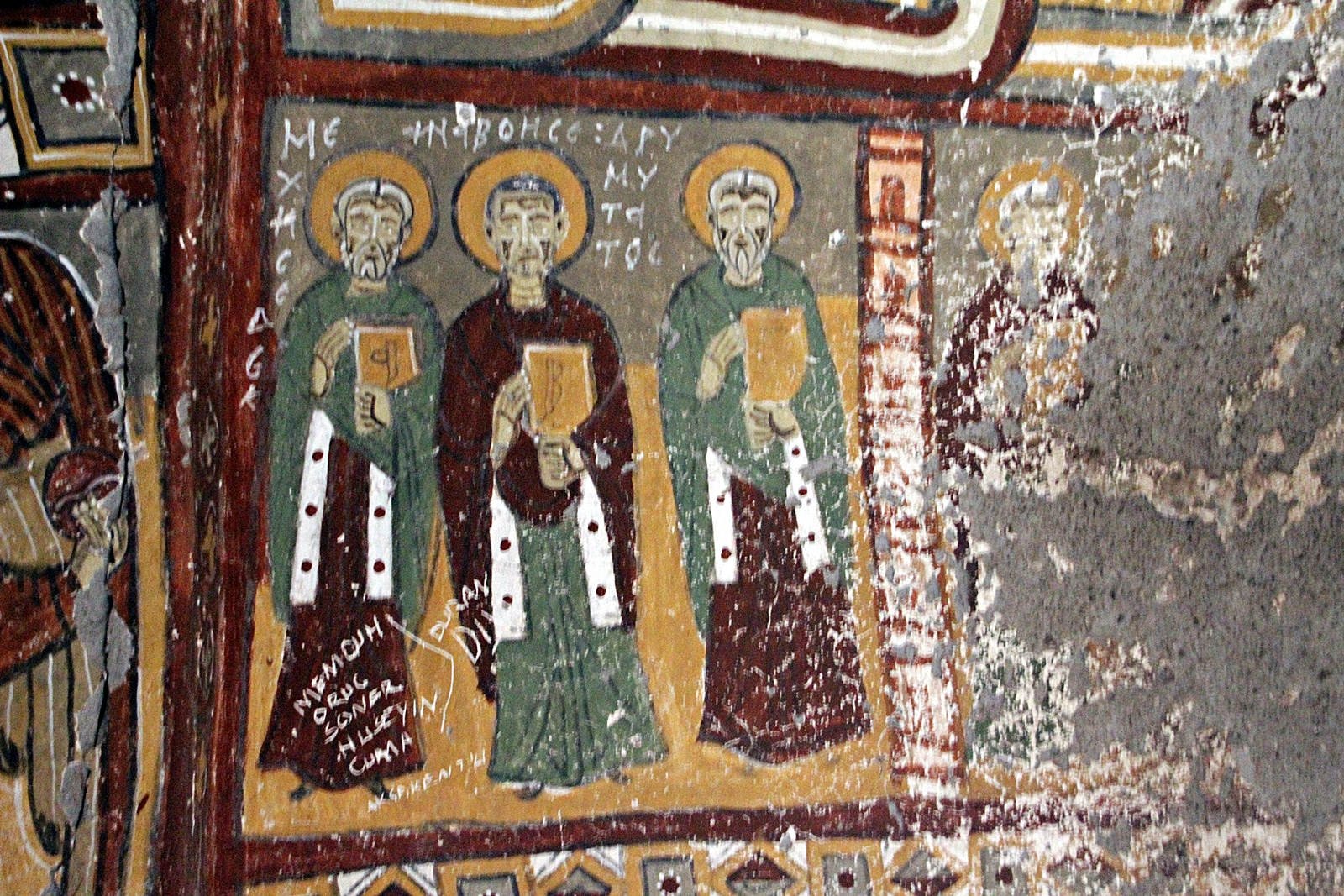
Frescs amb figures de Sants

Yilanli (serp en turc) presenta un pla en forma de creu amb volta de mig canó i un únic absis. En la capella situada al nord s'hi troben tombes de monjos.
Sobre el mur oest, s'hi troben representades quatre dones pecadores, nues, atacades per unes serps; a aquesta escena es deu el nom de l'església. Com que la inscripció concernent a la primera dona atacada per les vuit serps resta destruïda, es desconeix quina fou la seva falta. Les serps mosseguen la segona dona als seus pits per no haver alimentat al seu nadó; a la tercera, per la boca per haver mentit; a la quarta per les orelles per no ser obedient i no escoltar. L'església data del Yilanli presenta un pla en forma de creu amb volta de mig canó i un únic absis. En la segle ix.